# Caryanda azurea
Caryanda azurea är en insektsart som beskrevs av Andrej Vasiljevitj Gorochov och Sergey Storozhenko 1994. Caryanda azurea ingår i släktet Caryanda och familjen gräshoppor. Inga underarter finns listade i Catalogue of Life.